# Präfektur Gifu
Gifu (japanisch 岐阜県 Gifu-ken) ist eine der Präfekturen Japans. Sitz der Präfekturverwaltung ist die gleichnamige Stadt Gifu (Gifu-shi). Sie liegt je nach Regionaleinteilung in der Region Zentraljapan, Chūbu, Tōkai oder zentrales Hochland auf der Insel Honshū. Die heutige Präfektur Gifu umfasst im Wesentlichen die beiden kaiserlichen Provinzen Hida (nördlicher Teil, antike Hauptstadt: Takayama) und Mino (südlicher Teil, Hauptstadt: Kasamatsu).

## Geographie
Gifu gehört zu den Binnenpräfekturen ohne direkten Zugang zum Meer. Natürliche Grenzen sind unter anderem das Kiso-Gebirge (Zentralalpen), das Hida-Gebirge (Nordalpen) und das Hida-Hochland/-Plateau (Hida kōchi) an der Grenze zu Nagano und Toyama, und die Ryōhaku-Berge (unterteilt in Kaetsu- und Etsumi-Berge) an den Grenzen zu Ishikawa und Fukui. Im Südwesten trennen die Ibuki- und Yōrō-Berge Gifu von Shiga und Mie. In der sich nach Süden öffnenden Nōbi-Ebene sammeln sich die Zuflüsse des Kisogawa (am Mittellauf auch „japanischer Rhein“ genannt), der streckenweise die Grenze zu Aichi markiert. Höchster Punkt Gifus ist der Oku-Hotaka-dake an der Präfekturgenze zu Nagano mit 3190 m. Die Stadt Kaizu im Südwesten, wo der Kisogawa und seine durch Hochwasserschutzmaßnahmen im Lauf der Jahrhunderte heute weitgehend getrennten Nebenarme (Nagaragawa und Ibigawa) kurz vor der Mündung die Präfektur verlassen, reicht bereits bis auf Meereshöhe.
In Regionaleinteilungen wird Gifu meist der Region Tōkai (mit Aichi und meist Mie, häufig auch Shizuoka) zugerechnet, der Süden Gifus mit der Hauptstadt Gifu ist Teil der Metropolregion Chūkyō um die zentraljapanische Metropole Nagoya. Manchmal wird Tōkai auch mit den ländlichen Präfekturen in Hokuriku, die teilweise mehr dem westjapanischen Zentrum Keihanshin (Kyōto-Ōsaka-Kōbe) zugewandt sind, als Region Tōkai-Hokuriku zusammengefasst. Unzweideutig (aber in einer Reihe von Kontexten unpraktisch) bilden das zentraljapanische Kernland Tōkai, das stärker westjapanische Hokuriku und das je nach Kontext eher dem ostjapanischen Zentrum Tokio zugewandte Kōshin’etsu zusammen den Mittelteil (Chūbu) der japanischen Hauptinsel Honshū.
Gifu selbst wird meist in fünf Regionen unterteilt, die auf die antike Provinzeinteilung zurückgreifen:
- die Region Seinō (西濃, d. h. West-Mino; im Bild lila) ganz im Westen,
- die Region Gifu (grün) um die Hauptstadt,
- die Region Chūnō (中濃, d. h. Mittel-Mino; blau) östlich davon,
- die Region Tōnō (東濃, d. h. Ost-Mino; rot) im Südosten und
- die Region Hida (braun) im Nordosten auf dem Gebiet der Provinz Hida.

Über Teile von Gifu erstrecken sich der Chūbu-Sangaku- und der Hakusan-Nationalpark sowie der Quasi-Nationalpark Hida-Kisogawa; ganz in der Präfektur liegt der Ibi-Sekigahara-Yōrō-Quasi-Nationalpark. Außerdem gibt es in Gifu 15 Präfekturnaturparks. Zusammen umfassen die Naturparks in Gifu eine Fläche von rund 1.951 km².

## Geschichte

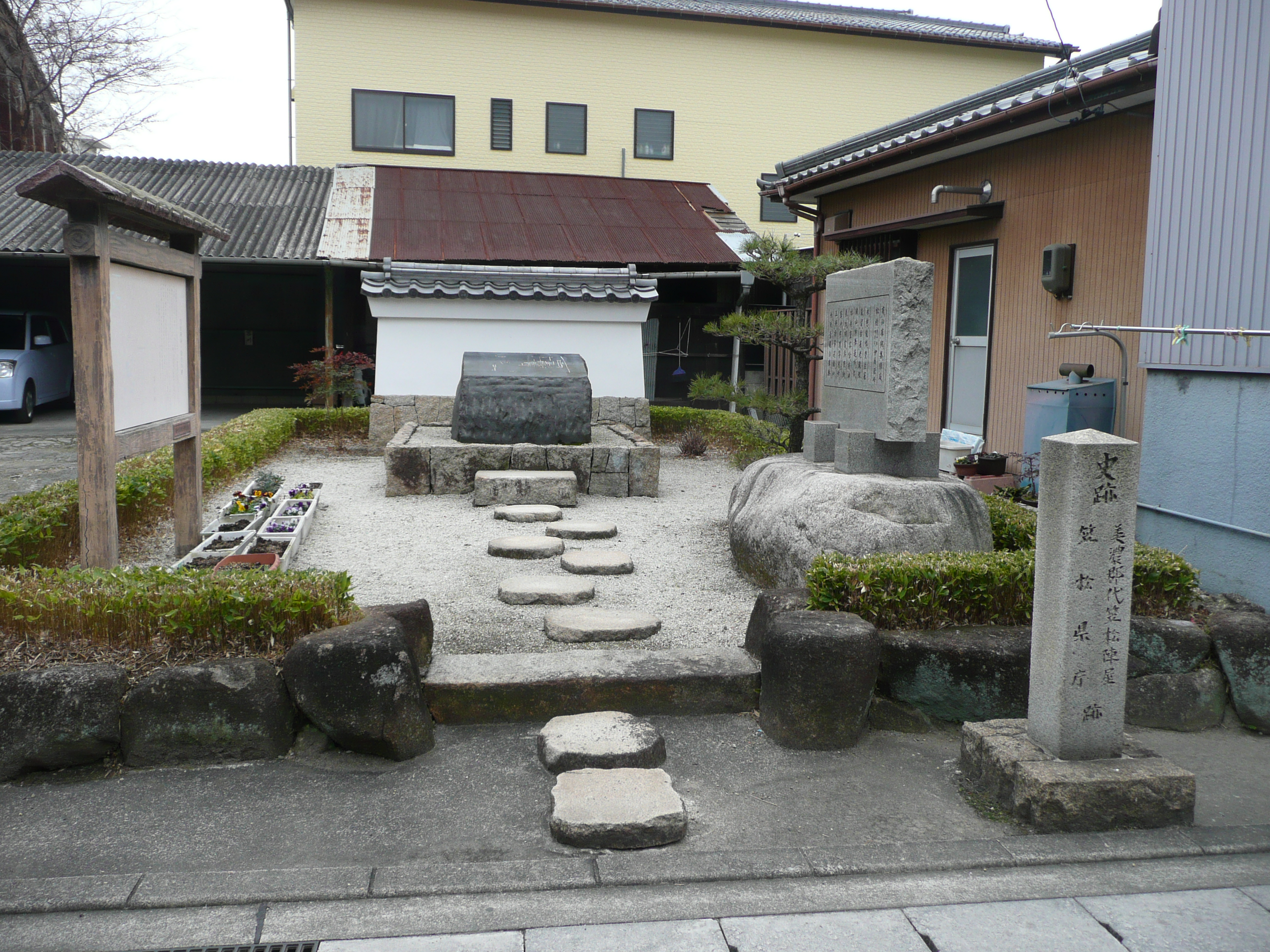
Gedenkstein am Standort des Kasamatsu jin’ya

Die Präfektur (-ken) Gifu entstand bei der ersten Welle von Präfekturfusionen im Zuge der Abschaffung von han und Einführung von ken 1871 aus den Präfekturen/Ex-Fürstentümern (-han) Ōgaki, Gujō, Kanō, Nomura, Imao, Iwamura, Takatomi und Naegi, Exklaven der Präfekturen Nagoya, Inuyama und Okada sowie der aus ehemaligem Shogunatsland in Mino schon 1868 entstandenen Präfektur Kasamatsu. Gifu umfasste danach zunächst die gesamte antike Provinz Mino. Erster Sitz der Präfekturverwaltung war das Kasamatsu jin’ya, vorher Sitz der Präfekturverwaltung und der Shogunatsverwalter von Kasamatsu/Mino; erst einige Jahre später wurde die Verwaltung in die vorgesehene und namensgebende Hauptstadt Gifu verlegt. In der zweiten Welle von Präfekturfusionen dehnte sich die Präfektur 1876 auf die Provinz Hida aus, als die Präfektur Chikuma zwischen Nagano und Gifu geteilt wurde.
Bei der Einteilung der Präfekturen in die heutigen Gemeindeformen 1889 wurde Gifu in über 900 Gemeinden eingeteilt, darunter als erste und bis 1918 einzige kreisfreie Stadt (-shi) die Hauptstadt Gifu.

## Wirtschaft
In Gifu gibt es traditionelle Industriezweige wie die Papierherstellung und die Landwirtschaft, aber die Wirtschaft wird von der verarbeitenden Industrie dominiert, einschließlich der Luft- und Raumfahrt und der Automobilindustrie, mit Industriekomplexen, die sich von Nagoya aus erstrecken. Darüber hinaus gibt es eine Vielzahl kleinerer Fertigungsbetriebe, wie z. B. Präzisionsmaschinen, Farb- und Formenbau und Kunststoffverarbeitung.
Moderne Industrien
Kakamigahara(各務原) spielt eine wichtige Rolle in der modernen Industrie der Präfektur. Hier befinden sich große Luft- und Raumfahrteinrichtungen von Kawasaki Heavy Industries und Mitsubishi Heavy Industries sowie zahlreiche metallverarbeitende und produzierende Unternehmen.
Die Informationstechnologie (IT) fasst in der Präfektur mit Softopia Japan in Ōgaki und VR Techno Japan (Teil von Techno Plaza) in Kakamigahara immer mehr Fuß. Auch die Hauptstadt Gifu, die zwischen Ōgaki und Kakamigahara liegt, arbeitet an der Stärkung ihrer IT-Bereiche.

## Wissenschaft
Im Kamioka-Gebiet der Stadt Hida befindet sich das unterirdische Labor des Kamioka-Observatoriums. Es befindet sich 1.000 m unter der Erde in der Mozumi-Mine der Kamioka Mining and Smelting Co. und sucht nach Neutrinos aus der Atmosphäre, der Sonne und Supernovae, während das KamLAND-Experiment nach Antineutrinos aus regionalen Kernreaktoren sucht. Die Super-Kamiokande besteht aus einem zylindrischen Tank aus rostfreiem Stahl mit einer Höhe von 41,4 m und einem Durchmesser von 39,3 m, der 50.000 Tonnen hochreines Wasser enthält. Einige der 11 146 Photomultiplier-Röhren sind im Miraikan in Tokio zu sehen. In der gleichen Anlage befinden sich auch der CLIO-Prototyp und der Gravitationswellendetektor KAGRA.
Der leitende Wissenschaftler Masatoshi Koshiba erhielt für seine Entdeckungen an Kamiokande 2002 mit Ray Davis den Nobelpreis für Physik. Kamiokande II erhielt 1987 den Asahi-Preis und 1989 den Bruno-Rossi-Preis.

## Politik
- KPJ: 1
- Kenmin Club („Präfekturbürgerklub“; mit DVP, KDP): 5
- Fraktionslos: 3
- Kōmeitō: 2
- Kensei Jimin Club: 35

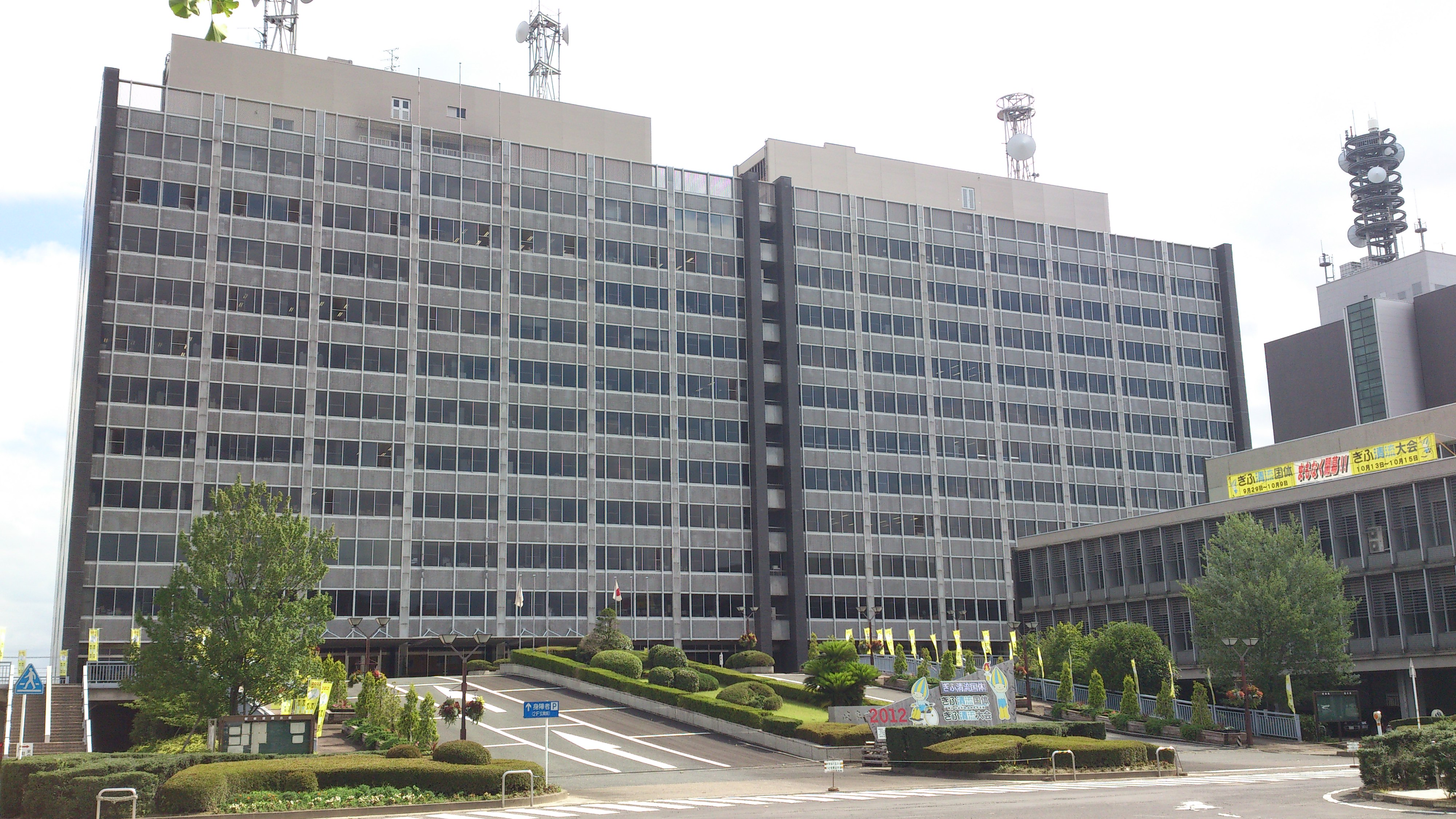
Das heutige, vierte Hauptgebäude der Präfekturverwaltung von Gifu in der Stadt Gifu wurde 1966 fertiggestellt, ein Nebengebäude für das Präfekturparlament Gifu wurde 1978 eröffnet.

Der ehemalige National- und Präfekturbeamte Yoshihide Esaki wurde bei der Gouverneurswahl im Januar 2025 mit breiter Parteienunterstützung (LDP, KDP, Kōmeitō, DVP) gegen die linke (KPJ, SDP) Kandidatin Reiko Wada zum Nachfolger von Hajime Furuta als Gouverneur von Gifu gewählt, der nach fünf Amtszeiten nicht mehr antrat. Bei der vorherigen Wahl 2021 war Esaki der Hauptherausforderer von Furuta gewesen. Im Parlament konnte die Liberaldemokratische Partei (LDP) bei den Wahlen im April 2023 mit 32 der 46 Sitze ihre absolute Mehrheit verteidigen.
Ins nationale Parlament wählt Gifu fünf Abgeordnete direkt ins Unterhaus und seit 2013 nur noch einen statt bisher zwei pro Teilwahl ins Oberhaus. Seit der Einführung der Einmandatswahlkreise für das Unterhaus war die Präfektur zunächst ein sicheres „konservatives Königreich“: Alle Sitze gingen an die LDP, bevor drei Kandidaten der Demokratischen Partei 2009 LDP-Amtsinhaber besiegen konnten. Von 2012 bis einschließlich 2021 gingen wieder alle fünf Wahlkreise an die LDP; 2024 gewann die Konstitutionell-Demokratische Partei (KDP) einen Sitz. Für das Verhältniswahlsegment des Unterhauses ist Gifu Teil des Blocks Tōkai. Auch im Oberhaus wird Gifu nach der Umwandlung in einen winner-take-all-Wahlkreis ausschließlich von Liberaldemokraten vertreten.
Namentlich besteht die Delegation ins nationale Parlament (Kokkai) aus (Stand: November 2024):
- im Unterhaus (Shūgiin)

- für den Wahlkreis 1, der aus dem Großteil der Stadt Gifu besteht: Seiko Noda (LDP, 11. Amtszeit), Enkelin und Adoptivtochter von Bauminister Uichi Noda,
- für den Wahlkreis 2 im Westen von Gifu: Yasufumi Tanahashi (LDP, 10. Amtszeit), Enkel von Gouverneur und Landesplanungsminister Yukiyasu Matsuno,
- für den Wahlkreis 3 in der Mitte um die Hauptstadt (inkl. eines kleinen Teils davon): Yōji Mutō (LDP, 6. Amtszeit), Sohn von Außenminister Kabun Mutō,
- für den Wahlkreis 4 im Osten und Nordosten: Masato Imai (KDP, 5. Amtszeit), der sich nach mehreren erfolglosen Mehrheitswahlkandidaturen 2024 erstmals gegen Shunpei Kaneko (LDP), den Sohn und Nachfolger von Kazuyoshi Kaneko, durchsetzen konnte,
- für den Wahlkreis 5 im Südosten von Gifu: Keiji Furuya (LDP, 12. Amtszeit), Adoptivsohn von Innenminister Tōru Furuya,

- im Oberhaus (Sangiin)

- bis 2028: Takeyuki Watanabe (LDP, 3. Amtszeit), bei der Wahl 2022 mit 52,8 % der Stimmen wiedergewählt, und
- bis 2025: Yasutada Ōno (LDP, 2. Amtszeit), vor seiner Wahl 2013 zehn Jahre lang Abgeordneter im Präfekturparlament, Sohn von Verkehrs- und Arbeitsminister Akira Ōno (1995–1996 Oberhausabgeordneter für Gifu, vorher jahrzehntelang für den alten Mehrmandatswahlkreis Gifu 1 im Unterhaus) und Justizstaatssekretärin Tsuyako Ōno (1996–2007 Oberhausabgeordnete für Gifu), Enkel von LDP-Mitgründer Bamboku Ōno (1930–42 und 1946–64 für Gifu 1 im Unterhaus).

## Sehenswürdigkeiten und Landmarken (Auswahl)

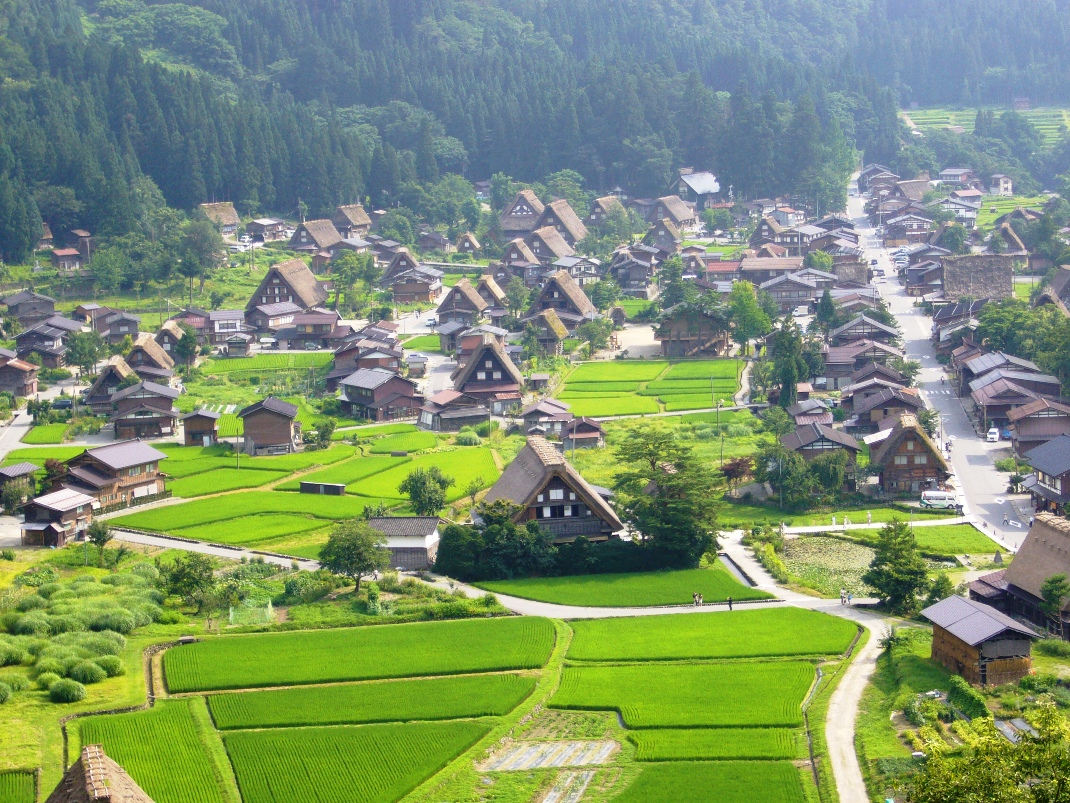
Shirakawa-gō
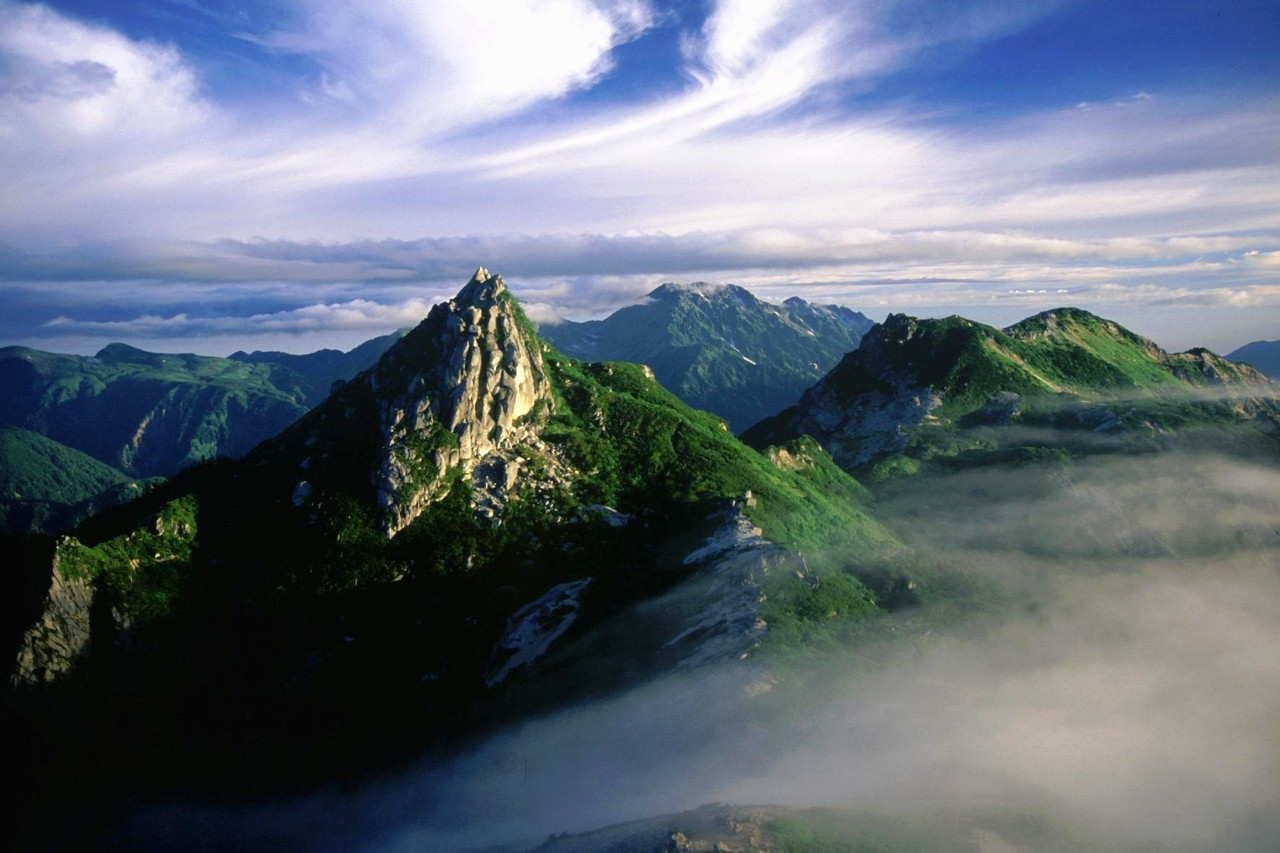
Hida
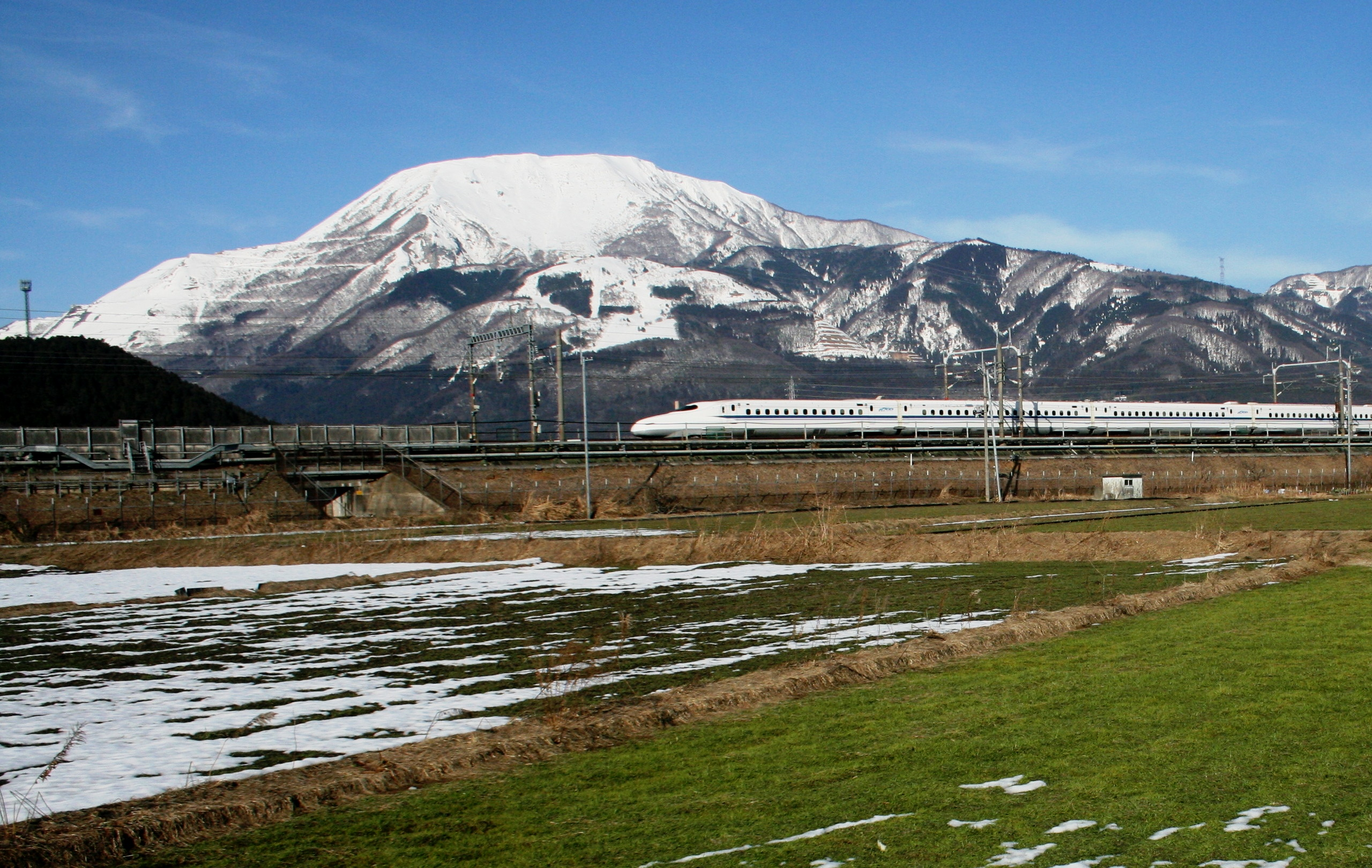
Ibuki-san
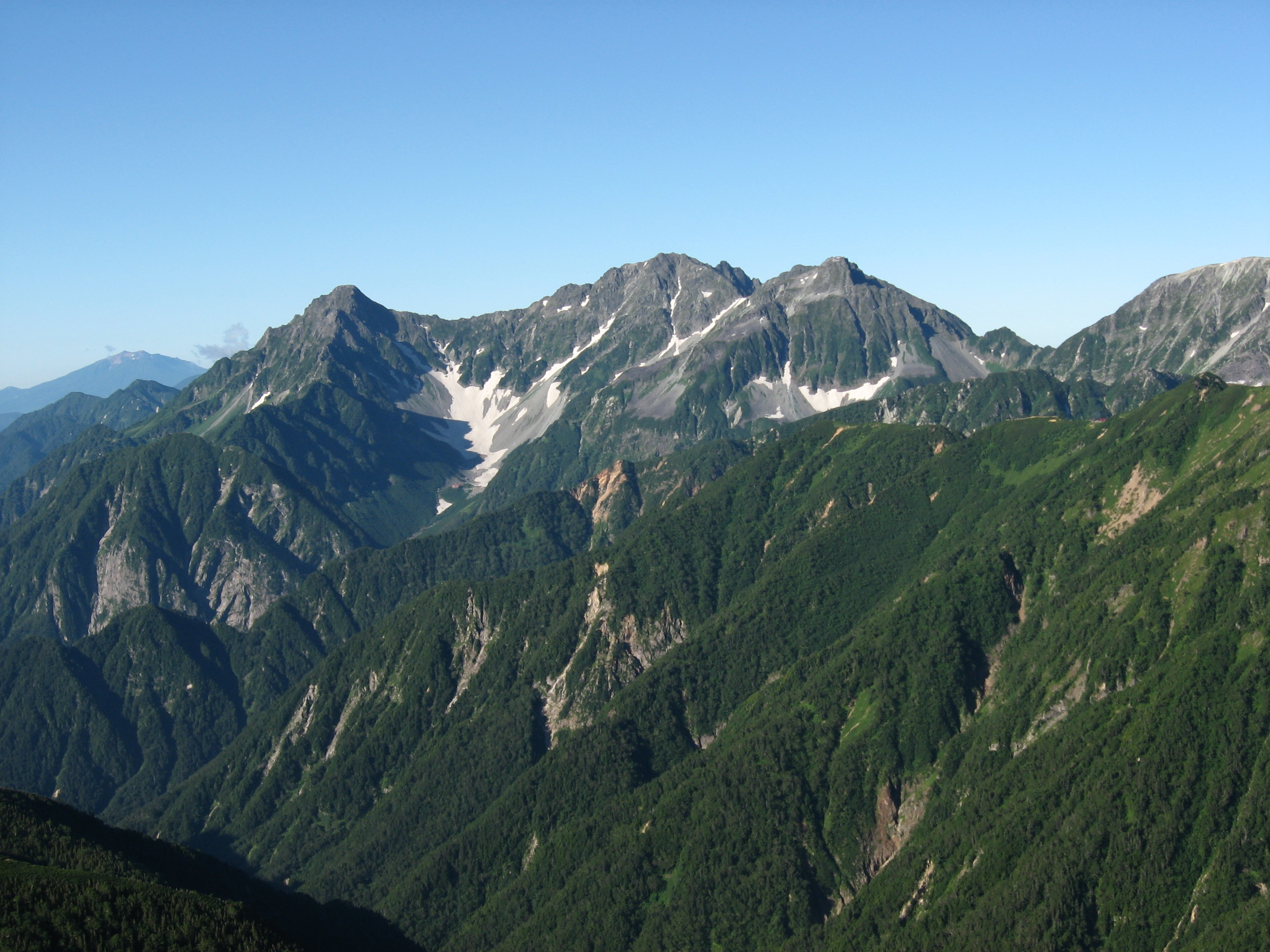
Die Hotaka-Bergkette
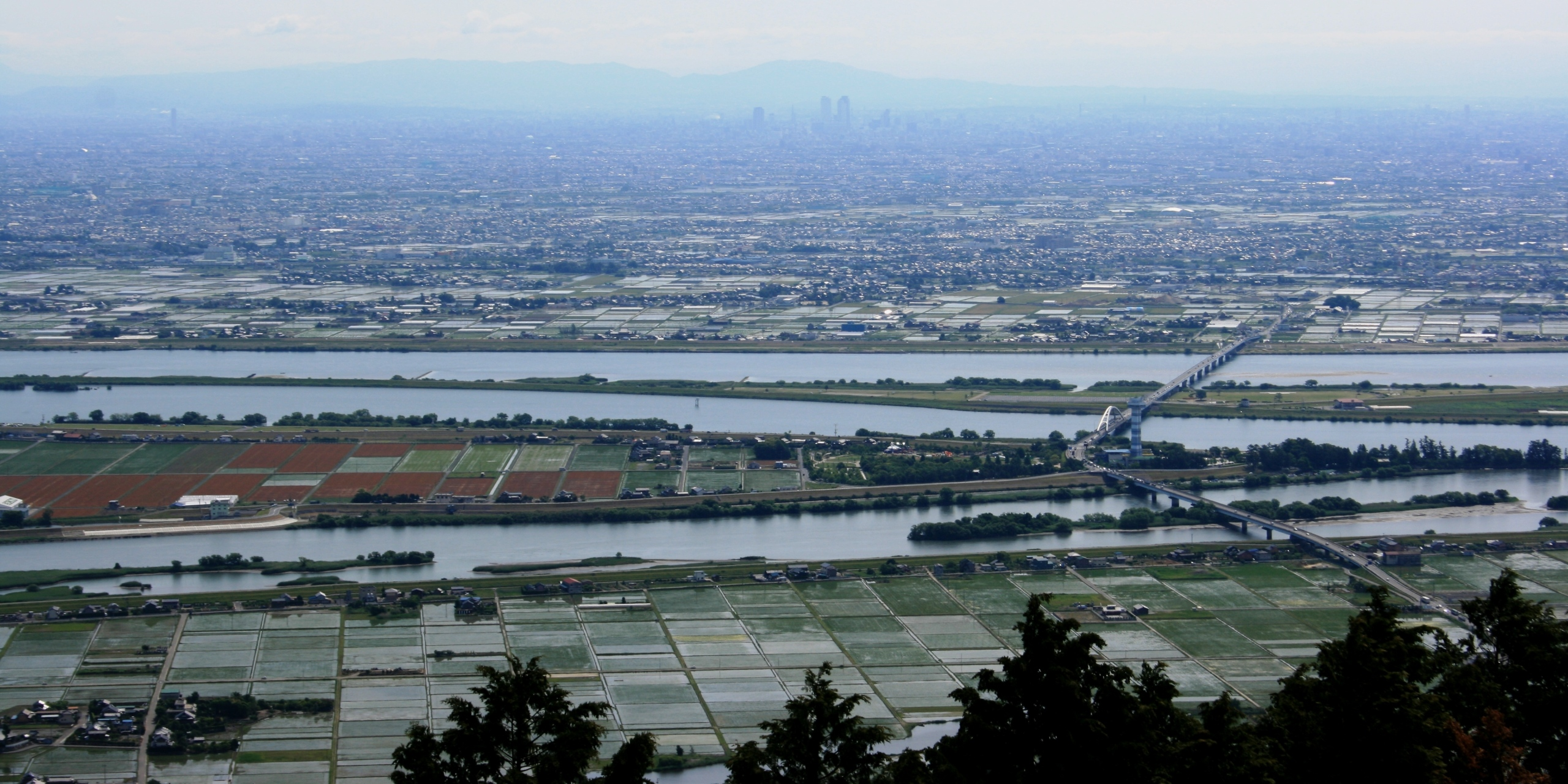
Die drei Kiso-Flüsse kurz vor der Mündung

## Verwaltungsgliederung

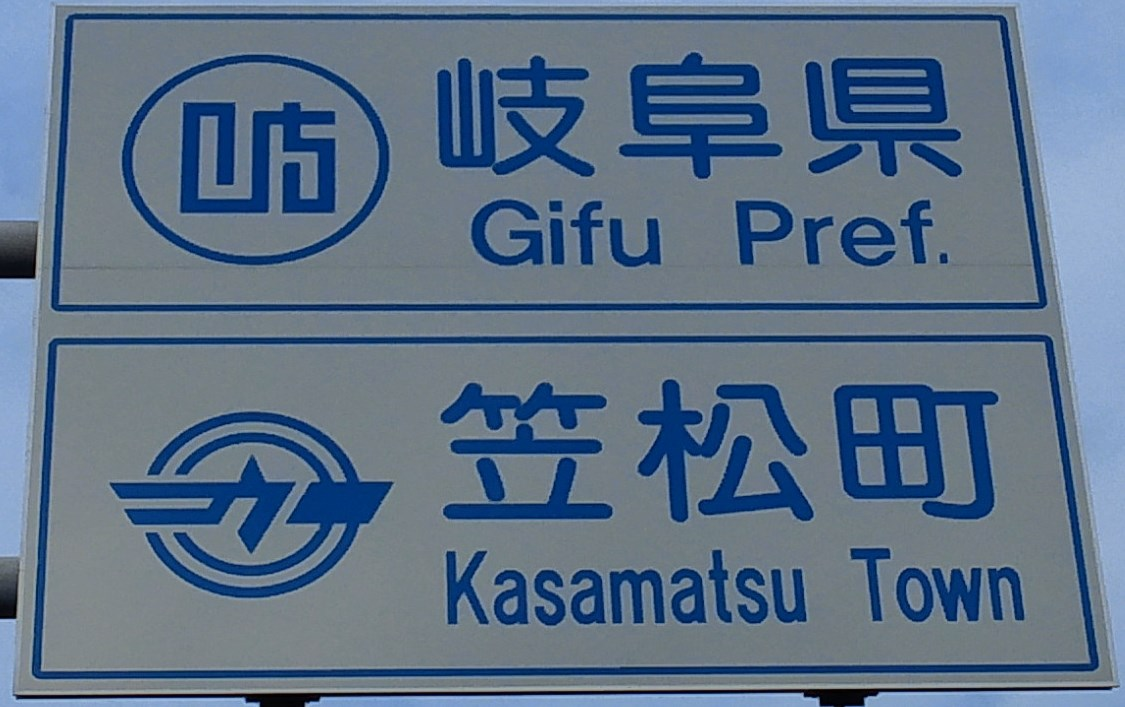
Grenzschilder von Präfektur Gifu & Stadt Kasamatsu

Mit Einführung der modernen Gemeinden 1889 bestand die Präfektur Gifu aus einer kreisfreien Stadt (-shi), 25 historisch kreisangehörigen Städten (-chō) und 938 Dörfern (-mura) in 25 Landkreisen (-gun). Durch Eingliederungen und Fusionen sank die Zahl der Gemeinden von 344 (1920) über 140 (1955) auf 99 im Jahr 2000. Seit 2006 besteht die Präfektur aus 21 kreisfreien Städten, 19 Städten und 2 Dörfern, zusammengefasst in neun Landkreisen. Vier dieser Landkreise bestehen aus jeweils nur noch einer Gemeinde.
| Code                                 | Name                                 | Name                                 | Landkreis (-gun) | Fläche (in km²) | Bevölkerung       | Bevölkerung     | Bevölkerungs- dichte (Ew./km²)3 |
| Code                                 | lateinisch                           | japanisch                            | Landkreis (-gun) | 1. Januar 2023  | 1. September 2020 | 1. Oktober 2015 |                                 |
| ------------------------------------ | ------------------------------------ | ------------------------------------ | ---------------- | --------------- | ----------------- | --------------- | ------------------------------- |
| 21201                                | Gifu-shi                             | 岐阜市                               | –                | 203,60          | 400.118           | 406.735         | 1997,72                         |
| 21202                                | Ōgaki-shi                            | 大垣市                               | –                | 206,57          | 158.386           | 159.879         | 773,97                          |
| 21203                                | Takayama-shi                         | 高山市                               | –                | 2.177,61        | 85.199            | 89.182          | 40,95                           |
| 21204                                | Tajimi-shi                           | 多治見市                             | –                | 91,25           | 106.746           | 110.441         | 1210,31                         |
| 21205                                | Seki-shi                             | 関市                                 | –                | 472,33          | 85.636            | 89.153          | 188,75                          |
| 21206                                | Nakatsugawa-shi                      | 中津川市                             | –                | 676,45          | 75.500            | 78.883          | 116,61                          |
| 21207                                | Mino-shi                             | 美濃市                               | –                | 117,01          | 19.266            | 20.760          | 177,42                          |
| 21208                                | Mizunami-shi                         | 瑞浪市                               | –                | 174,86          | 36.721            | 38.730          | 221,49                          |
| 21209                                | Hashima-shi                          | 羽島市                               | –                | 53,66           | 66.312            | 67.337          | 1254,88                         |
| 21210                                | Ena-shi                              | 恵那市                               | –                | 504,24          | 47.999            | 51.073          | 101,29                          |
| 21211                                | Minokamo-shi                         | 美濃加茂市                           | –                | 74,81           | 57.007            | 55.384          | 740,33                          |
| 21212                                | Toki-shi                             | 土岐市                               | –                | 116,02          | 55.388            | 57.827          | 498,42                          |
| 21213                                | Kakamigahara-shi                     | 各務原市                             | –                | 87,81           | 143.641           | 144.690         | 1647,76                         |
| 21214                                | Kani-shi                             | 可児市                               | –                | 87,57           | 99.545            | 98.695          | 1127,04                         |
| 21215                                | Yamagata-shi                         | 山県市                               | –                | 221,98          | 25.325            | 27.114          | 122,15                          |
| 21216                                | Mizuho-shi                           | 瑞穂市                               | –                | 28,19           | 56.106            | 54.354          | 1928,13                         |
| 21217                                | Hida-shi                             | 飛騨市                               | –                | 792,53          | 22.585            | 24.696          | 31,16                           |
| 21218                                | Motosu-shi                           | 本巣市                               | –                | 374,65          | 32.664            | 33.995          | 90,74                           |
| 21219                                | Gujō-shi                             | 郡上市                               | –                | 1.030,75        | 38.747            | 42.090          | 40,83                           |
| 21220                                | Gero-shi                             | 下呂市                               | –                | 851,21          | 30.641            | 33.585          | 39,46                           |
| 21221                                | Kaizu-shi                            | 海津市                               | –                | 112,03          | 32.493            | 35.206          | 314,26                          |
| 21302                                | Ginan-chō                            | 岐南町                               | Hashima          | 7,91            | 25.752            | 24.622          | 3112,77                         |
| 21303                                | Kasamatsu-chō                        | 笠松町                               | Hashima          | 10,30           | 22.415            | 22.750          | 2208,74                         |
| 21341                                | Yōrō-chō                             | 養老町                               | Yōrō             | 72,29           | 26.565            | 29.029          | 401,56                          |
| 21361                                | Tarui-chō                            | 垂井町                               | Fuwa             | 57,09           | 26.558            | 27.556          | 482,68                          |
| 21362                                | Sekigahara-chō                       | 関ケ原町                             | Fuwa             | 49,28           | 6701              | 7419            | 150,55                          |
| 21381                                | Gōdo-chō                             | 神戸町                               | Anpachi          | 18,78           | 18.505            | 19.282          | 1026,73                         |
| 21382                                | Wanouchi-chō                         | 輪之内町                             | Anpachi          | 22,33           | 9691              | 9973            | 446,62                          |
| 21383                                | Anpachi-chō                          | 安八町                               | Anpachi          | 18,16           | 14.330            | 14.752          | 812,33                          |
| 21401                                | Ibigawa-chō                          | 揖斐川町                             | Ibi              | 803,44          | 19.519            | 21.503          | 26,76                           |
| 21403                                | Ōno-chō                              | 大野町                               | Ibi              | 34,20           | 22.375            | 23.453          | 685,76                          |
| 21404                                | Ikeda-chō                            | 池田町                               | Ibi              | 38,80           | 23.310            | 24.347          | 627,50                          |
| 21421                                | Kitagata-chō                         | 北方町                               | Motosu           | 5,18            | 18.308            | 18.169          | 3507,53                         |
| 21501                                | Sakahogi-chō                         | 坂祝町                               | Kamo             | 12,87           | 8243              | 8202            | 637,30                          |
| 21502                                | Tomika-chō                           | 富加町                               | Kamo             | 16,82           | 5596              | 5564            | 330,80                          |
| 21503                                | Kawabe-chō                           | 川辺町                               | Kamo             | 41,16           | 9784              | 10197           | 247,74                          |
| 21504                                | Hichisō-chō                          | 七宗町                               | Kamo             | 90,47           | 3354              | 3876            | 42,84                           |
| 21505                                | Yaotsu-chō                           | 八百津町                             | Kamo             | 128,79          | 10.070            | 11.027          | 85,62                           |
| 21506                                | Shirakawa-chō                        | 白川町                               | Kamo             | 237,90          | 7273              | 8392            | 35,28                           |
| 21507                                | Higashi-Shirakawa-mura               | 東白川村                             | Kamo             | 87,09           | 2000              | 2261            | 25,96                           |
| 21521                                | Mitake-chō                           | 御嵩町                               | Kani             | 56,69           | 17.536            | 18.111          | 319,47                          |
| 21604                                | Shirakawa-mura                       | 白川村                               | Ōno              | 356,64          | 1487              | 1609            | 4,51                            |
| Zwischensumme -shi/kreisfreie Städte | Zwischensumme -shi/kreisfreie Städte | Zwischensumme -shi/kreisfreie Städte | –                | 8.455,13        |                   | 1.719.809       | 203,40                          |
| Zwischensumme -gun/Landkreise        | Zwischensumme -gun/Landkreise        | Zwischensumme -gun/Landkreise        | –                | 2.166,16        |                   | 312.094         | 144,08                          |
| 21000 (ISO: JP-21)                   | Gifu-ken                             | 岐阜県                               | –                | 10.621,29       | 1.975.397         | 2.031.903       | 191,30                          |

## Bevölkerung

### Größte Orte
| VZ-Jahr      | Einwohner | Einwohner | Einwohner | Einwohner |
| VZ-Jahr      | 2015      | 2010      | 2005      | 2000      |
| ------------ | --------- | --------- | --------- | --------- |
| Gifu         | 406.735   | 413.136   | 399.931   | 402.751   |
| Ōgaki        | 159.879   | 161.160   | 151.030   | 150.246   |
| Kakamigahara | 144.690   | 145.604   | 144.174   | 131.991   |
| Tajimi       | 110.441   | 112.595   | 103.821   | 104.135   |
| Kani         | 98.695    | 97.436    | 97.686    | 91.652    |
| Takayama     | 89.182    | 92.747    | 96.231    | 66.430    |
| Seki         | 89.153    | 91.418    | 92.597    | 74.438    |
| Nakatsugawa  | 78.883    | 80.910    | 84.080    | 54.902    |
| Hashima      | 67.337    | 67.197    | 66.730    | 64.713    |
| Toki         | 57.827    | 60.475    | 62.102    | 63.283    |
| Minokamo     | 55.384    | 54.729    | 52.133    | 50.063    |
| Mizuho       | 54.354    | 51.950    | 50.009    | –         |
| Ena          | 51.073    | 53.718    | 55.761    | 35.677    |
| Gujō         | 42.090    | 44.491    | 47.495    | –         |
| Mizunami     | 38.730    | 40.387    | 42.065    | 42.298    |
| Kaizu        | 35.206    | 37.941    | 39.453    | –         |
| Motosu       | 33.995    | 35.047    | 34.603    | –         |
| Gero         | 33.585    | 36.314    | 38.494    | –         |
| Yamagata     | 27.114    | 29.629    | 30.316    | –         |
| Hida         | 24.696    | 26.732    | 28.902    | –         |
| Mino         | 20.760    | 22.629    | 23.390    | 24.662    |

- 1. Oktober 2003 – drei Gemeinden fusionieren zur kreisfreien Stadt Yamagata.
- 1. Mai 2003 – zwei Gemeinden fusionieren zur kreisfreien Stadt Mizuho.
- 1. Februar 2004 – die Kleinstadt Motosu gliedert drei Gemeinden ein und wird zur kreisfreien Stadt erhoben.
- 1. Februar 2004 – die kreisfreie Stadt Hida wird aus vier Gemeinden gebildet.
- 1. März 2004 – die kreisfreie Stadt Gujō wird aus sieben Gemeinden gebildet.
- 1. März 2004 – die Kleinstadt Gero gliedert vier Gemeinden ein und wird zur kreisfreien Stadt erhoben.
- 28. März 2005 – die Kleinstadt Kaizu gliedert zwei Gemeinden ein und wird zur kreisfreien Stadt erhoben.

### Bevölkerungsentwicklung der Präfektur
| Census- Jahr | Gesamt- Bevölkerung | männliche Bevölkerung | weibliche Bevölkerung | Geschlechter- verhältnis Männer auf 1000 Frauen | Fläche in km2 | Bevölkerungs- dichte Einw. je km2 |
| ------------ | ------------------- | --------------------- | --------------------- | ----------------------------------------------- | ------------- | --------------------------------- |
| 1920         | 2.089.762           | 1.033.860             | 1.055.902             | 979,1                                           | 5055,06       | 413,40                            |
| 1920         | 1.070.407           | 536.334               | 534.073               | 1004                                            | 10462,37      | 102,31                            |
| 1925         | 1.132.557           | 567.837               | 564.720               | 1006                                            | 10462,37      | 108,25                            |
| 1930         | 1.178.405           | 591.049               | 587.356               | 1006                                            | 10494,70      | 112,29                            |
| 1935         | 1.225.799           | 612.366               | 613.433               | 998                                             | 10494,70      | 116,80                            |
| 1940         | 1.265.024           | 632.820               | 632.204               | 1001                                            | 10494,70      | 120,54                            |
| 1945         | 1.518.649           | 715.800               | 802.849               | 892                                             | 10494,70      | 144,71                            |
| 1950         | 1.544.538           | 762.295               | 782.243               | 975                                             | 10491,69      | 147,22                            |
| 1955         | 1.583.605           | 774.062               | 809.543               | 956                                             | 10479,29      | 151,12                            |
| 1960         | 1.638.399           | 796.825               | 841.574               | 947                                             | 10521,82      | 155,71                            |
| 1965         | 1.700.365           | 821.444               | 878.921               | 935                                             | 10598,89      | 160,43                            |
| 1970         | 1.758.954           | 848.786               | 910.168               | 933                                             | 10595,75      | 166,01                            |
| 1975         | 1.867.978           | 907.382               | 960.596               | 945                                             | 10595,75      | 176,30                            |
| 1980         | 1.960.107           | 954.018               | 1.006.089             | 948                                             | 10595,75      | 184,99                            |
| 1985         | 2.028.536           | 986.919               | 1.041.617             | 948                                             | 10595,75      | 191,45                            |
| 1990         | 2.066.569           | 1.003.933             | 1.062.636             | 945                                             | 10597,87      | 195,00                            |
| 1995         | 2.100.315           | 1.019.549             | 1.080.766             | 943                                             | 10598,17      | 198,18                            |
| 2000         | 2.107.700           | 1.022.186             | 1.085.514             | 942                                             | 10598,18      | 198,87                            |
| 2005         | 2.107.226           | 1.020.570             | 1.086.656             | 939                                             | 10621,17      | 198,40                            |
| 2010         | 2.080.773           | 1.006.247             | 1.074.526             | 937                                             | 10621,17      | 195,91                            |
| 2015         | 2.031.903           | 983.850               | 1.048.053             | 939                                             | 10621,29      | 191,30                            |